# Paul Troje
Paul Richard Karl Troje (* 21. Januar 1864 in Warnow; † 29. Juni 1942 in Einbeck) war ein deutscher Kommunalpolitiker.

## Leben
Troje legte 1882 das Abitur an einem Gymnasium in Bremen ab und absolvierte anschließend bis 1883 Dienst beim Militär. Es folgte ein Jura-Studium an der Christian-Albrechts-Universität zu Kiel, das er 1891 mit der Großen Staatsprüfung abschloss.

## Politik
Von 1893 bis 1907 war er Bürgermeister von Einbeck. Die Stadt Marburg suchte ab 1906 einen neuen Oberbürgermeister, der das Amt von Ludwig Schüler übernehmen sollte. In einer ersten Abstimmung der Stadtverordnetenversammlung wurde der Iserlohner Erwin Hölzerkopf gewählt, dieser nahm die Wahl allerdings nicht an. In einer weiteren Abstimmungsrunde bewarb sich Paul Troje zunächst, erklärte dann seinen Rückzug und wurde vom Vorsitzenden der Stadtverordnetenversammlung überzeugt, doch zu kandidieren. Am 15. Mai 1907 setzte sich Troje mit 28:8:2 Stimmen gegen zwei andere Kandidaten durch. Am 24. August 1907 wurde er in das Amt des Oberbürgermeisters eingeführt. 1919 wurde er wiedergewählt und blieb bis zum 30. September 1924 im Amt. Von 1910 bis 1919 war er zudem Mitglied des Kommunallandtags Kassel der preußischen Provinz Hessen-Nassau.

## Ehrungen
Nach Troje ist der Trojedamm in Weidenhausen benannt, der entlang des östlichen Lahnufers verläuft. In Einbeck ist die Trojestraße nach ihm benannt.